# Кипреос, Ник
Никос Кипреос (англ. Nikos Kypreos; род. 4 июня 1966, Торонто, Онтарио, Канада) — бывший канадский хоккеист греческого происхождения, левый нападающий. Обладатель Кубка Стэнли в составе «Нью-Йорк Рейнджерс».

## Игровая карьера
Родился в Торонто. На юниорском уровне результативно играл за Норт-Бей Сентенниалс, в составе которых забросил 62 шайбы в чемпионате ОХЛ в сезоне 1985/86. На уровне НХЛ показывать высокую результативность не сумел и переквалифицировался в тафгая.
Лучшим в карьере в НХЛ для него стал сезон 1992/93, в котором он забросил 17 шайб, а также заработал 325 минут штрафа, что стало четвёртым результатом в Лиге.
В 1994 году в составе «Нью-Йорк Рейнджерс» выиграл Кубок Стэнли.
Завершил игровую карьеру после травмы, полученной в предсезонной игре против «Рейнджерс» 15 сентября 1997 года в драке с Райаном Ванденбуше.
Итоговые показатели за карьеру составили — 46 шайб, 44 передачи, 90 очков, 1210 штрафных минут в 442 играх регулярного чемпионата.

## Телевизионная карьера
После завершения карьеры начал работу на кабельном канале Sportsnet в качестве аналитика программы Hockey Central. Также работал на канале TSN.

## Достижения
- Обладатель Кубка Колдера 1988
- Обладатель Кубка Стэнли 1994